# Graphotherapie
Graphotherapie, auch Schreibbewegungstherapie, ist eine Therapie zur Behandlung von Schreibschwächen, die durch Übungen Bewegungsabläufe zu beeinflussen versucht, insbesondere durch das Nachfahrenlassen von Schriftzügen. Damit soll beeinträchtigte Schreibmotorik normalisiert werden. Die Graphotherapie stützt sich auf die – von der akademischen Wissenschaft als pseudowissenschaftlich betrachtete – Annahme, dass die Graphologie Charakterzüge des Schreibers widerzuspiegeln vermag.

## Grundlagen
Nach Anregungen aus Frankreich hat Magdalene Heermann im deutschen Sprachraum die Schreibbewegungstherapie in Zusammenarbeit mit Nerven- und Kinderärzten entwickelt, aufbauend auf graphologischen Arbeiten von Rudolf Pophal und Robert Heiss (siehe Graphologie#Personen).
Die wesentlichen Elemente der Schreibbewegungstherapie von Magdalene Heermann sind:
- Finden des individuellen Rhythmus.[4]
- Lockerungsübungen: Die Bewegungen werden größer und greifen weiter in den Raum hinaus, zudem werden sie lockerer, um die psychischen Antriebskräfte zu mobilisieren.
- Konzentrationsübungen: In Ergänzung zu den Lockerungsübungen bewirken diese eine intensive Rhythmisierung, was sich auch auf den Atem auswirkt.

In der Graphotherapie wird als erstes versucht, Verspannungen zu lösen. Beachtet werden die Körperhaltung, die Art, wie das Schreibzeug gehalten wird, die Einzelformen der Buchstaben und ganz generell die Feinmotorik. Die Übungen werden mit Musik unterstützt. Oft gehören dazu auch Sequenzen, in denen der gesamte Körper bewegt wird. Gearbeitet wird mit großformatigem Papier, mit verschiedenen Schreibgeräten, auch mit Pinsel und Farbe.  Laut Heermann können die Übungen die psychische Gesamtsituation lockern die Persönlichkeit entfalten helfen.

## Anwendung

### Kinder und Jugendliche
Vor allem Kinder und Jugendliche werden auf diese Weise behandelt. Ursachen von Schreibschwächen können sein
- ungenügende Anleitung beim Schreibenlernen. Häufig sind dann auch eine schlechte Körperhaltung und unpassende Haltung des Schreibzeuges zu beobachten.
- Schwierigkeiten, die mit anderen Beeinträchtigungen einhergehen, insbesondere mit Legasthenie.
- Beeinträchtigungen der Sehleistung oder des Gehörs.
- Funktionelle Dystonie, auch Schreibkrampf genannt.
- Hochbegabung: wenn die Gedanken viel schneller sind als geschrieben werden kann.

### Erwachsene
Im Zusammenhang mit Krankheiten, welche sich auf den Bewegungsapparat auswirken. Im Wesentlichen sind das Parkinson-Krankheit sowie Alterserscheinungen.
Magdalene Heermann hat ihre Methode entwickelt und verfeinert, um ihre Mutter nach einem Schlaganfall zu therapieren.

## Eigendarstellungen
- Raymond Trillat, Huguette Masson: Expérience de graphothérapie en psychopédagogie. Méthode de relaxation graphique. Préface de M. Georges Mauco. Paris 1957.
- Magdalene Heermann: Schreibbewegungstherapie für entwicklungsgestörte und neurotische Kinder und Jugendliche. Bielefeld 1965.
- Ragnhild Oussoren-Voors: Schreibtanz 1. Von abstrakten Bewegungen zu konkreten Linien. Dortmund 2009, ISBN 978-3-8080-0374-9.